# Кнутссон, Филиппа
Филиппа Мартина Кнутссон (род. 12 ноября 1965, Стокгольм) — шведский модельер и дизайнер. Она является владельцем модного бренда Filippa K, основанного в 1993 году и руководит им вместе со своим бывшим мужем Патриком Килборгом.

## Биография
Филиппа Кнутссон родилась 12 ноября 1965 года в Стокгольме. Её отец Ларс Кнутссон — руководитель модного бренда Gul & Blå, мать Мартина Класон — дизайнер. Детство Филиппа провела в Лондоне. В середине 1980-х годов вернулась в Стокгольм, работала в компании своего отца.
В 1993 году Филиппа Кнутссон вместе с Патриком Килборгом и Карин Сегерблом основала модный бренд Filippa K. В 1997 году бренд Filippa K был удостоен шведской дизайнерской премии Guldknappen. В 2010 году Кнутссон была награждена медалью Näringslivsmedalj шведского Королевского патриотического общества за предпринимательскую деятельность. В 2008 году Филиппа Кнутссон также была награждена премией Gunilla Arhéns Förebildspris.
В 1999 году Филиппа Кнутссон ушла с поста креативного директора компании, сохранив право собственности. На этой должности её сменила Нина Богштедт. В январе 2018 Кнутссон вернулась на должность креативного директора.

## Личная жизнь
Филиппа Кнутссон живёт в Лондоне.